# Neckera villae-ricae
Neckera villae-ricae là một loài rêu trong họ Neckeraceae. Loài này được Besch. mô tả khoa học đầu tiên năm 1877.